# Nagar (Staat)

Lagekarte des Nordens von Pakistan

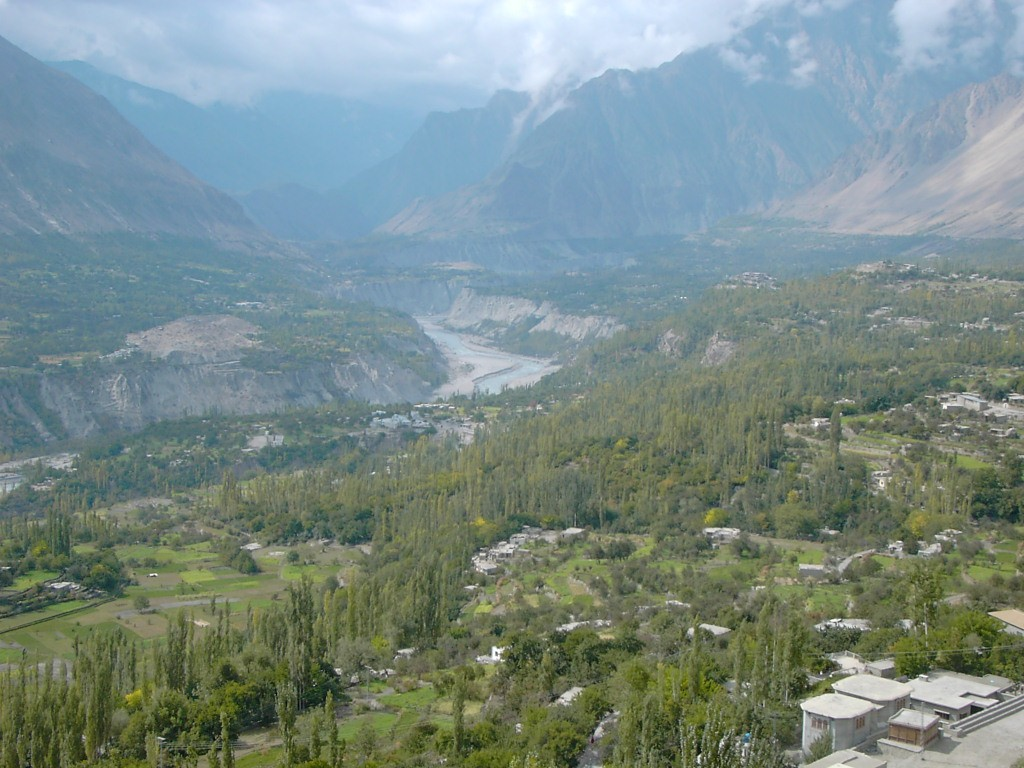
Das Hunza-Tal, Blick entlang des Tals nach Nagar

Nagar (Urdu:نگر) war ein Bergkönigreich im nördlichsten Teil der pakistanischen autonomen Region Gilgit-Baltistan (bis August 2009 Northern Areas), das bis 1974 existierte. Der Staat grenzte im Süden und Westen an die Gilgit Agency und an das frühere Bergkönigreich von Hunza im Norden und Osten. Die Hauptstadt des Reiches Nagar war die Stadt Nagar. Heute ist das Gebiet von Nagar in drei Bezirke aufgeteilt, in die so genannten Hunza-Nagar-Distrikte. Die alten Gebiete der Königreiche Nagar, Gilgit und Baltistan reklamiert Indien für sich als einen Teil seines Landes, als ein Staatsgebiet von Jammu & Kashmir.

## Geschichte
Nagar war ein autonomes Königreich, das eng mit dem Nachbarreich Hunza assoziiert war. In der britischen Periode des Raj übernahmen die Briten die Kontrolle über den Staat Nagar von 1889 bis 1892. Die Briten regierten nicht direkt, sondern akzeptierten die Autonomie von Nagar und Hunza und setzten einen Vasallen von Kaschmir aus ein. Die Herrscher von Nagar hatten einen jährlichen Tribut an Kashmir Durbar bis ins Jahr 1947 abzuführen. Die beiden Königreiche Nagar und Hunza waren anschließend gegenüber den Königshäuser von Jammu und Kashmir, den Maharajas von Kashmir, überaus loyal.
1947 wurde Nagar nach Pakistan eingegliedert, behielt allerdings seinen autonomen Status weitgehend. 1968 forderte Syed Yahya Shah, der erste Berufspolitiker im Nagartal, demokratische Rechte vom Mir (König). Als die Diktatur von Muhammed Ayub Khan in Pakistan endete und die demokratische Regierung der Pakistan Peoples Party unter Zulfiqar Ali Bhutto durch Wahlen an die Macht kam, wandte sich die Bevölkerung von Nagar gegen den Mir und forderte Demokratie. Aufgrund dieses politischen Drucks ließ die Regierung des Mir die während der demokratischen Bewegung gefangenen Protestierenden frei. Die Mir von Hunza und Nagar wurden abgesetzt und Nagar wurde 1974 in die Northern Areas eingegliedert.

## Erbfolge
Die Herrscher von Nagar wurden durch die Erbfolge der Maghlot-Dynastie bestimmt, die Mir genannt wurden. Sie wurde assistiert von einem Konzil der Wesire oder von regierenden Ministern. Die Daten der frühen Regenten sind nicht bekannt und Daten liegen erst seit 1839 vor. Der Sohn des letzten Regenten, Mir Ghazanfar Ali Khan war im Jahre 2005 Northern Areas stellvertretender Regierungschef.
| Regierungszeit                     | Herrscher von Nagar           |
| ---------------------------------- | ----------------------------- |
| Unbekannte Daten                   | Fadl Khan                     |
| Unbekannte Daten                   | Daud Khan                     |
| Unbekannte Daten                   | Ali Dad Khan (1. Zeit)        |
| Unbekannte Daten                   | Hari Tham Khan                |
| Unbekannte Daten                   | Ali Dad Khan (2. Zeit)        |
| Unbekannte Daten                   | Kamal Khan                    |
| Unbekannte Daten                   | Rahim Khan I                  |
| Unbekannte Daten – 1839            | Rahim Khan II                 |
| 1839 – 1891                        | Jafar Zahid Khan (1. Zeit)    |
| 1891 – 1892                        | Raja Azur Khan (Zwischenzeit) |
| 1892 – 1904                        | Jafar Zahid Khan (2. Zeit)    |
| 1905 – 17. März 1940               | Raja Mir Iskandar Khan        |
| 17. März 1940 – 25. September 1974 | Shaukat Ali Khan (1930–1976)  |
| 25. September 1974                 | Auflösung des Königreiches    |

## Geografie

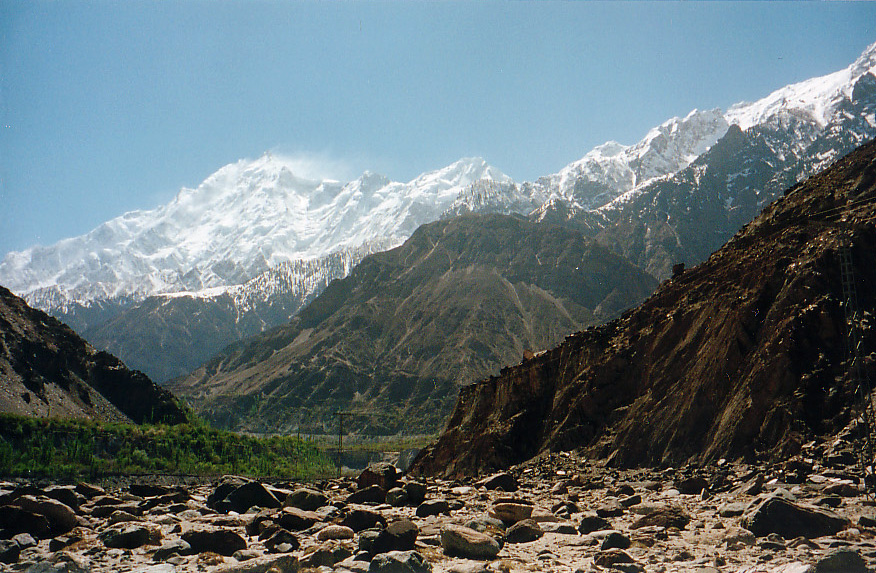
Der Rakaposhi

Nagar ist ein sehr unterschiedlich gestaltetes hochgebirgiges Gebiet, das dadurch einen gewissen Schutz gegen feindliche Invasionen bietet. Der höchste Berg mit 7.788 m über dem Meeresspiegel ist der Rakaposhi, der sich im Süden der Stadt Nagar befindet. Von Gilgit bis Pissan passiert der Karakorum Highway den Staat Nagar, er folgt hier dem Oberlauf des Hunza-Flusses auf der orographisch linken Talseite, während er daraufhin auf der anderen Talseite durch das ehemalige Königreich Hunza zum Kunjirap-Pass nach China führt. Nördlich der Stadt Nagar verläuft die Straße noch einmal für einige Kilometer durch Nagar.

## Bevölkerung und Religion
Die Anzahl der Einwohner des Nagar-Tales beträgt nach einer Zählung im Jahre 2000 90.000 Personen. Nagar ist die Heimat von hauptsächlich zwei Ethnien, die Burushaski und die Shina. Im Tal wird die alte Burushaski-Sprache mit einem modernen Akzent gesprochen.
Die Bevölkerung von Nagar wird traditionell von den Shia (Jafria) dominiert. Im Januar 2005 kam es zu religiös motivierter Gewalt durch die sunnitische Tanzim Ahle Sunnah wal Jama’at und die Central Anjuman-e-Imamia Northern Areas, die die (Jafria) Shias vertreten. Am 18. Februar 2005 wurde eine sechs Punkte umfassende Friedensvereinbarung zwischen den Parteien geschlossen, die das Northern Areas Legislative Council (NALC) vorschlug.